# 国際ポルトガル語検定試験
国際ポルトガル語検定試験（こくさいポルトガルごけんていしけん）は、1999年3月2日にポルトガル外務省と文部科学省との間に締結された協定によって開設されたポルトガル語の検定試験である。カモンイス院と文部科学省基礎教育局の元で外国人のためのポルトガル語能力検定試験センターのCAPLE(Centro de Avaliação de Português Língua Estrangeira)が創設されている。現・外国語としてのポルトガル語検定試験。

## 受験する場所
リスボン大学内に専用の検定試験センターがあり、無料で受験が可能。日本での受験は、京都外国語大学が日本におけるポルトガル語検定試験の申込手続きを行っている。一般でも受験可能であるが、京都外国語大学の学生が受験した場合は、2007年から受験料がいくらか返還されるようになった。試験の申込手続きを担当する教員は同大学の教員のペドロ・アイレス(2009年現在)。申込みの際は、住所を書くときに日本語をローマ字表記で書く。(例：京都市左京区なら　"Kyotoshi Sakyoku"のように)、身分証明書（日本で使用している運転免許証等で可）のコピーを同封すること。

## 試験
この試験はポルトガルのポルトガル語をベースとして問題が作られているため、ブラジルのポルトガル語の文法方式で作文問題で解答するとマイナス評価されることがある。
試験区分は以下のようになっている
- CIPLE-Certificado de Inicial de Português Língua Estrangeira（外国人対象ポルトガル語準初級資格）   
筆記試験は選択式の質問に答えていく形式が大半であるが、作文試験が少し出題される。リスニング試験は日常会話を聞いて答えていく。
- DEPLE-Diploma de Elementar de Português Língua Estrangeira（外国人対象ポルトガル語初級証書）
- DIPLE-Diploma de Intermédio de Português Língua Estrangeira（外国人対象ポルトガル語中級証書）
- DAPLE-Diploma de Avançado de Português Língua Estrangeira（外国人対象ポルトガル語上級証書）
- DUPLE-Diploma de Universitário de Português Língua Estrangeira（外国人対象ポルトガル語大学級証書）